# Poliaenus hesperus
Poliaenus hesperus là một loài bọ cánh cứng trong họ Cerambycidae.